# Campionato Internazionale 1933-1934
La stagione 1933-1934 è stato il ventiquattresimo Campionato Internazionale, e ha visto campione l'Hockey Club Davos.

## Gruppi

### Gruppo Est

#### Classifica
| Posizione | Squadra    | G | V | N | P | GF | GF | DR  | Punti | Osservazioni            |
| --------- | ---------- | - | - | - | - | -- | -- | --- | ----- | ----------------------- |
| 1.        | Davos      | 4 | 4 | 0 | 0 | 27 | 4  | 23  | 8     | Qualificato alla finale |
| 2.        | St. Moritz | 4 | 2 | 0 | 2 | 17 | 21 | -4  | 4     |                         |
| 3.        | Arosa      | 4 | 0 | 0 | 4 | 6  | 25 | -19 | 0     |                         |

#### Risultati
|  | Davos | 6 – 0 referto | Arosa |  |

|  | Arosa | 4 – 5 referto | St. Moritz |  |

|  | Davos | 9 – 1 referto | St. Moritz |  |

|  | Arosa | 0 – 6 referto | Davos |  |

|  | St. Moritz | 3 – 6 referto | Davos |  |

|  | St. Moritz | 8 – 2 referto | Arosa |  |

### Gruppo Centrale

#### Classifica
| Posizione | Squadra                 | G | V | N | P | GF | GF | DR  | Punti | Osservazioni            |
| --------- | ----------------------- | - | - | - | - | -- | -- | --- | ----- | ----------------------- |
| 1.        | Zürcher SC              | 4 | 3 | 0 | 1 | 9  | 3  | 6   | 6     | Qualificato alla finale |
| 2.        | Grasshopper Club        | 4 | 3 | 0 | 1 | 13 | 5  | 8   | 6     |                         |
| 3.        | Akademischer EHC Zürich | 4 | 0 | 0 | 4 | 5  | 19 | -14 | 0     |                         |

#### Risultati
|  | Zürcher SC | 2 – 1 referto | Akademischer EHC Zürich |  |

|  | Zürcher SC | 2 – 0 referto | Grasshopper Club |  |

|  | Grasshopper Club | 8 – 0 referto | Akademischer EHC Zürich |  |

|  | Akademischer EHC Zürich | 3 – 4 referto | Grasshopper Club |  |

|  | Akademischer EHC Zürich | 1 – 5 referto | Zürcher SC |  |

|  | Grasshopper Club | 1 – 0 referto | Zürcher SC |  |

### Gruppo Ovest

#### Classifica
| Posizione | Squadra       | G | V | N | P | GF | GF | DR  | Punti | Osservazioni            |
| --------- | ------------- | - | - | - | - | -- | -- | --- | ----- | ----------------------- |
| 1.        | Château-d'Œx  | 6 | 6 | 0 | 0 | 25 | 3  | 22  | 12    | Qualificato alla finale |
| 2.        | Berna         | 6 | 4 | 0 | 2 | 29 | 11 | 18  | 8     |                         |
| 3.        | Star Lausanne | 6 | 2 | 0 | 4 | 13 | 30 | -17 | 4     |                         |
| 4.        | Lycée Jaccard | 6 | 0 | 0 | 6 | 5  | 28 | -23 | 0     |                         |

#### Risultati
|  | Château-d'Œx | 2 – 0 referto | Star Lausanne |  |

|  | Berna | 5 – 3 referto | Lycée Jaccard |  |

|  | Château-d'Œx | 1 – 0 referto | Berna |  |

|  | Star Lausanne | 5 – 0 referto | Lycée Jaccard |  |

|  | Star Lausanne | 0 – 14 referto | Berna |  |

|  | Château-d'Œx | 5 – 0 referto | Lycée Jaccard |  |

|  | Star Lausanne | 1 – 9 referto | Château-d'Œx |  |

|  | Berna | 2 – 3 referto | Château-d'Œx |  |

|  | Berna | 5 – 2 referto | Star Lausanne |  |

|  | Lycée Jaccard | 2 – 3 referto | Berna |  |

|  | Lycée Jaccard | 0 – 5 (Forfait) referto | Château-d'Œx |  |

|  | Lycée Jaccard | 0 – 5 (Forfait) referto | Star Lausanne |  |

## Finale

### Classifica
| Posizione | Squadra      | G | V | N | P | GF | GF | DR | Punti | Osservazioni      |
| --------- | ------------ | - | - | - | - | -- | -- | -- | ----- | ----------------- |
| 1.        | Davos        | 2 | 2 | 0 | 0 | 8  | 0  | 8  | 4     | Campione Svizzero |
| 2.        | Zürcher SC   | 2 | 1 | 0 | 1 | 4  | 3  | 1  | 2     |                   |
| 3.        | Château-d'Œx | 2 | 0 | 0 | 2 | 0  | 9  | -9 | 0     |                   |

### Risultati
| Dolder Zürich 11 febbraio 1934 | Zürcher SC | 4 – 0 referto | Château-d'Œx |  |

| Davos 17 febbraio 1934 | Davos | 5 – 0 (Forfait) referto | Château-d'Œx |  |

L'Hockey-Club Château-d'Œx rinuncia al viaggio e alla partita.
| Dolder Zürich 25 febbraio 1934 | Zürcher SC | 0 – 3 referto | Davos |  |

## Verdetti
| Campionato Internazionale 1933-1934 | Campionato Internazionale 1933-1934 |
| ----------------------------------- | ----------------------------------- |
| Campionato Internazionale           | Davos                               |

### Roster della squadra vincitrice
| Vincitori del Campionato Internazionale HC Davos | Portieri: Difensori: Albert Geromini Attaccanti: Ferdinand Cattini, Hans Cattini, Heini Meng Allenatore: Alternatamente: Ferdinand Cattini/Hans Cattini |